# Dan Dare
Dan Dare é um personagem de história em quadrinhos britânicas de ficção científica criado pelo ilustrador Frank Hampson. O autor não somente concebeu o herói e todo o seu mundo, como também reuniu um grupo de desenhistas e escreveu as duas primeiras aventuras. Dan Dare apareceu na história em quadrinhos da Eagle Dan Dare, Pilot of the Future em 1950, que também tinha um programa de rádio transmitido sete vezes por semana na Emissora Luxembourg.
No final dos anos 1970, Dan Dare foi publicado na revista 2000 AD, no Brasil, essa versão foi publicada EBAL na revista Capitão Z Apresenta: Ano 2000..
É citado na canção "Astronomy Domine" da banda britânica Pink Floyd.
É citado também na canção "Dan Dare (Pilot of the Future" de  Elton John, no álbum " Rock of the Westies"